# Android Froyo

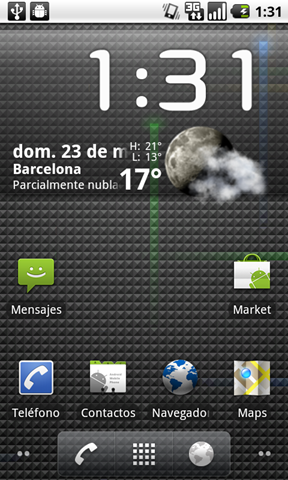
Android Froyo 2.2 auf einem Nexus One

Android Froyo ist die sechste Version von Android und ist ein Codename des von Google entwickelten mobilen Betriebssystems, das die Versionen zwischen 2.2 und 2.2.3 umfasst. Diese Versionen werden nicht mehr unterstützt. Es wurde am 20. Mai 2010 während der Google I/O 2010 vorgestellt.
Eine der auffälligsten Änderungen in der Froyo-Version war USB-Tethering und Wi-Fi-Hotspot-Funktionalität. Andere Änderungen umfassen die Unterstützung für den Android Cloud to Device Messaging (C2DM)-Dienst, die Aktivierung von Push-Benachrichtigungen, zusätzliche Verbesserungen der Anwendungsgeschwindigkeit, die durch JIT-Kompilierung implementiert und innerhalb von Anwendungen als Banner am oberen Rand des Bildschirms angezeigt werden.